# أدولف دايملر
أدولف دايملر (8 سبتمبر 1871 - 24 مارس 1913)، كان ابن المخترع والصناعي الألماني غوتليب دايملر. تلقى تدريبه كمهندس ميكانيكي، وأصبح المدير الإداري والشريك المالك لشركة والده دايملر-موتورن-جيزيلشافت في عام 1900. يُنسب لأدولف وشقيقه بول دايملر، تطوير الشعار المميز لمرسيدس على شكل نجمة ثلاثية الرؤوس.

## حياته
وُلد أدولف دايملر في 8 سبتمبر 1871 في كارلسروه، التي كانت آنذاك عاصمة دوقية بادن الكبرى. كان الابن الثاني لغوتليب دايملر وقضى طفولته في كولونيا عندما كان والده يشغل منصب المدير الفني في مصنع محركات الغاز التابع لشركة Deutz AG. في عام 1882، انتقلت العائلة إلى باد كانشتات، إحدى المناطق الخارجية لمدينة شتوتغارت، التي كانت حينها عاصمة مملكة فورتمبيرغ. التحق أدولف بالمعهد الملكي في شتوتغارت (بالألمانية: Königliche Realanstalt zu Stuttgart)، وتخرج منه عام 1891. بعد قضاء فترة تدريب في شركة Maschinenfabrik Esslingen، تابع دراسته في الهندسة الميكانيكية بجامعة شتوتغارت بين عامي 1895 و1898. وخلال هذه الفترة تزوج من ماري شوله.
انضم أدولف إلى شركة والده دايملر-موتورن-جيزيلشافت (DMG) في عام 1899، والتي كانت قد تأسست في عام 1890. ساهم هناك في تطوير علامة مرسيدس التجارية، حيث عمل مع شقيقه بول دايملر على تعديل نجمة ثلاثية الرؤوس لتمثل الشركة، وقاما بتسجيلها كعلامة تجارية في عام 1900. استلهم هذا الرمز من والدهما، الذي كان قد استخدمه لتحديد منزل العائلة على بطاقة بريدية تُظهر منظرًا لمدينة دويتز.
تولى أدولف منصب كبير المهندسين في عام 1900، وأصبح عضوًا نائبًا في مجلس الإدارة عام 1904. في عام 1907 عُين كمدير تنفيذي ومدير عمليات وانضم بشكل رسمي إلى مجلس الإدارة.

## وفاته
توفي أدولف في 24 مارس 1913 بعد معاناة طويلة مع المرض في مدينة توبنغن الجامعية. أقيمت جنازته في 26 مارس 1913 بمقبرة أوف في باد كانشتات، حيث دُفن والده قبل بضع سنوات. حضر الجنازة عدد من الشخصيات الصناعية البارزة، من بينهم روبرت بوش.